# Els Banys de Toès
Els Banys de Toès, o dels Graus de Canovelles, és un establiment termal de la comuna de Nyer, a la comarca del Conflent, a la Catalunya del Nord.
Està situat a 744,9 metres d'altitud a l'extrem nord-occidental del terme de Nyer, a prop del triterme amb Canavelles i Toès i Entrevalls. És també a prop, a ponent, dels Banys de Canavelles. Pertany al territori que fou de l'antiga comuna d'En.
Foren creats com a Banys Bouis pel farmacèutic perpinyanenc Dominique Bouis l'any 1862 (en el Cadastre napoleònic del 1812 no hi apareix absolutament res, a l'espai que ocupen encara avui dia). En el complex del balneari hi ha les capelles de la Mare de Déu de la Salut dels Banys de Toès i de la Mare de Déu de Lurdes dels Banys de Toès, la primera pertanyent a l'antic centre de rehabilitació, i la segona situada en els jardins del balneari.